# Zoutleeuw
Zoutleeuw (en francès, Léau i localment sovint abreujat com Leeuw (pronúncia «leu») és una ciutat de la província belga del Brabant Flamenc regat pel Kleine Gete que conflueix damunt de la ciutat al nucli de Budingen amb el Grote Gete per a formar el Gete. A l'edat mitjana, el riu era navegable i Zoutleeuw tenia un port de mercaderies.
El nom Leeuw significa «turó» probablement una al·lusió als túmuls, i s'hi afegí Zout (sal) a partir del segle XVI en reconeixement del dret del poble d'imposar un impost sobre la sal. A més de Zoutleeuw, el terme municipal també inclou els següents nuclis de població: Budingen, Dormaal, Halle-Booienhoven i Helen-Bos.
Al segle XII, la ciutat es trobava a la ruta comercial de Bruges a Colònia. El 1130 es va construir la primera muralla. el 1312 Zoutleeuw va esdevenir una de les set ciutats imperials lliures del ducat de Brabant conegut per la indústria batanara. Va rebre uns privilegis dels ducs de Brabant, en bescanvia d'ajuda a la defensa del territori contra les invasions del principat de Lieja.

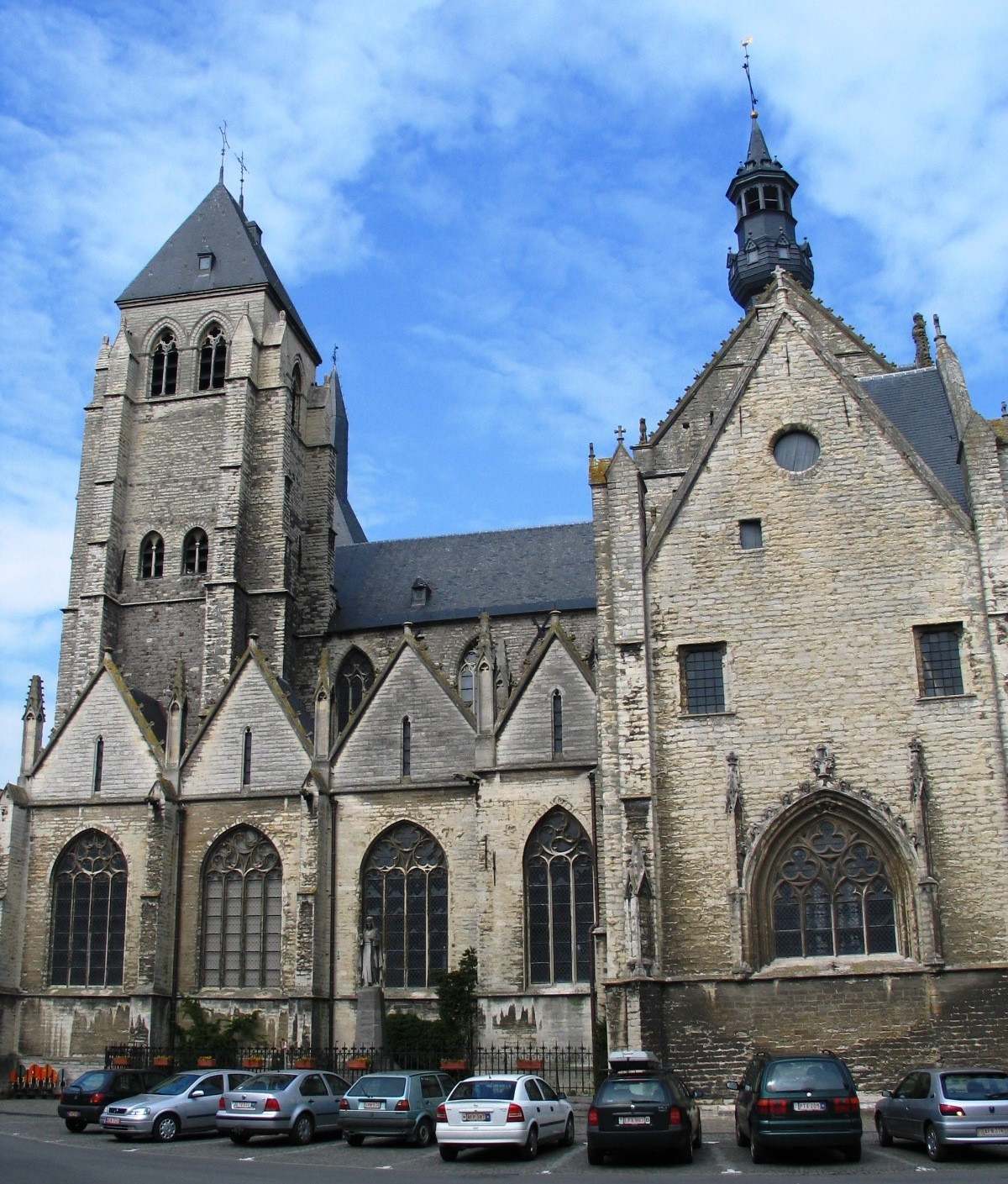
Església de Sant Leonard
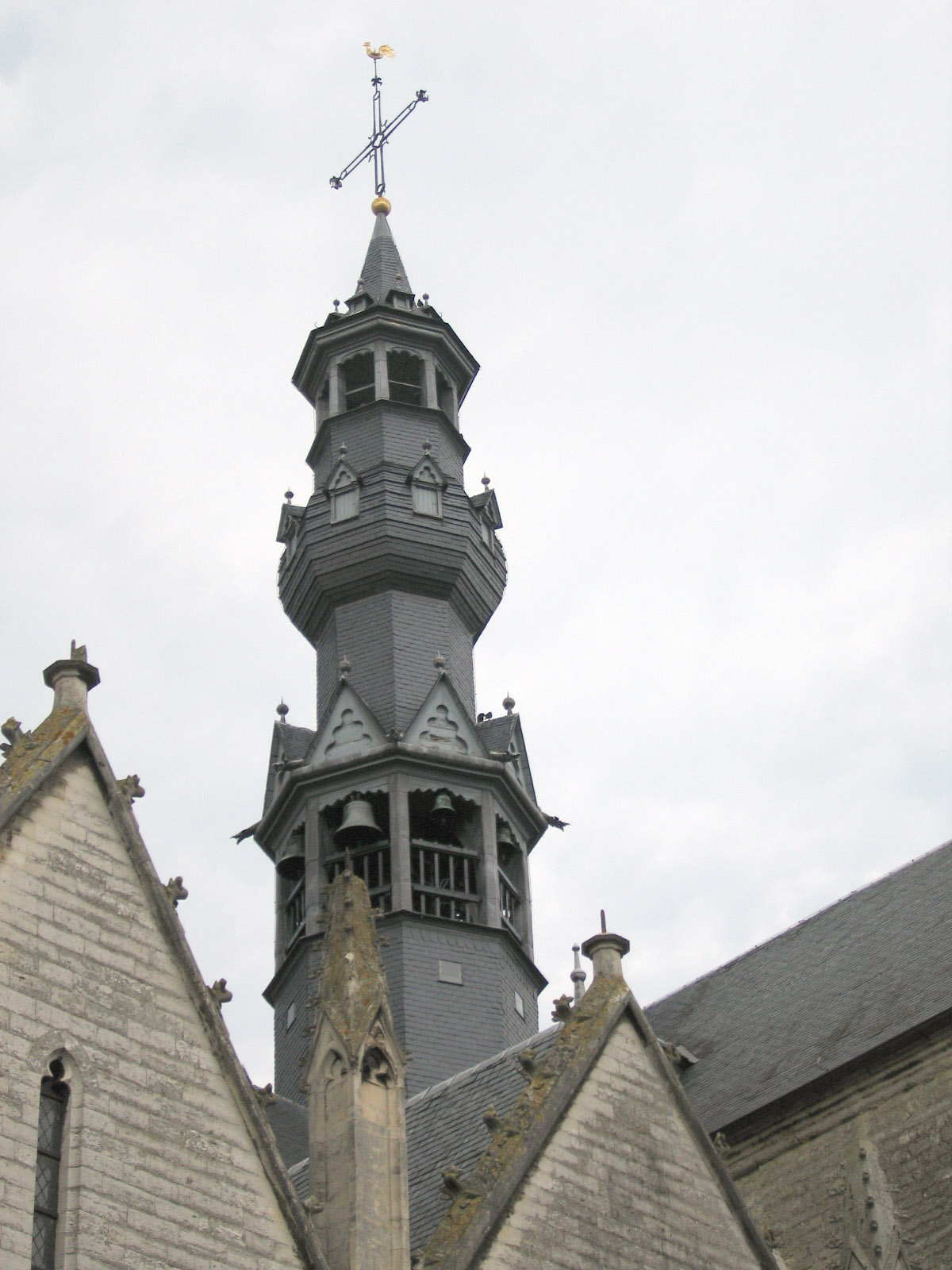
Campanar (detall)
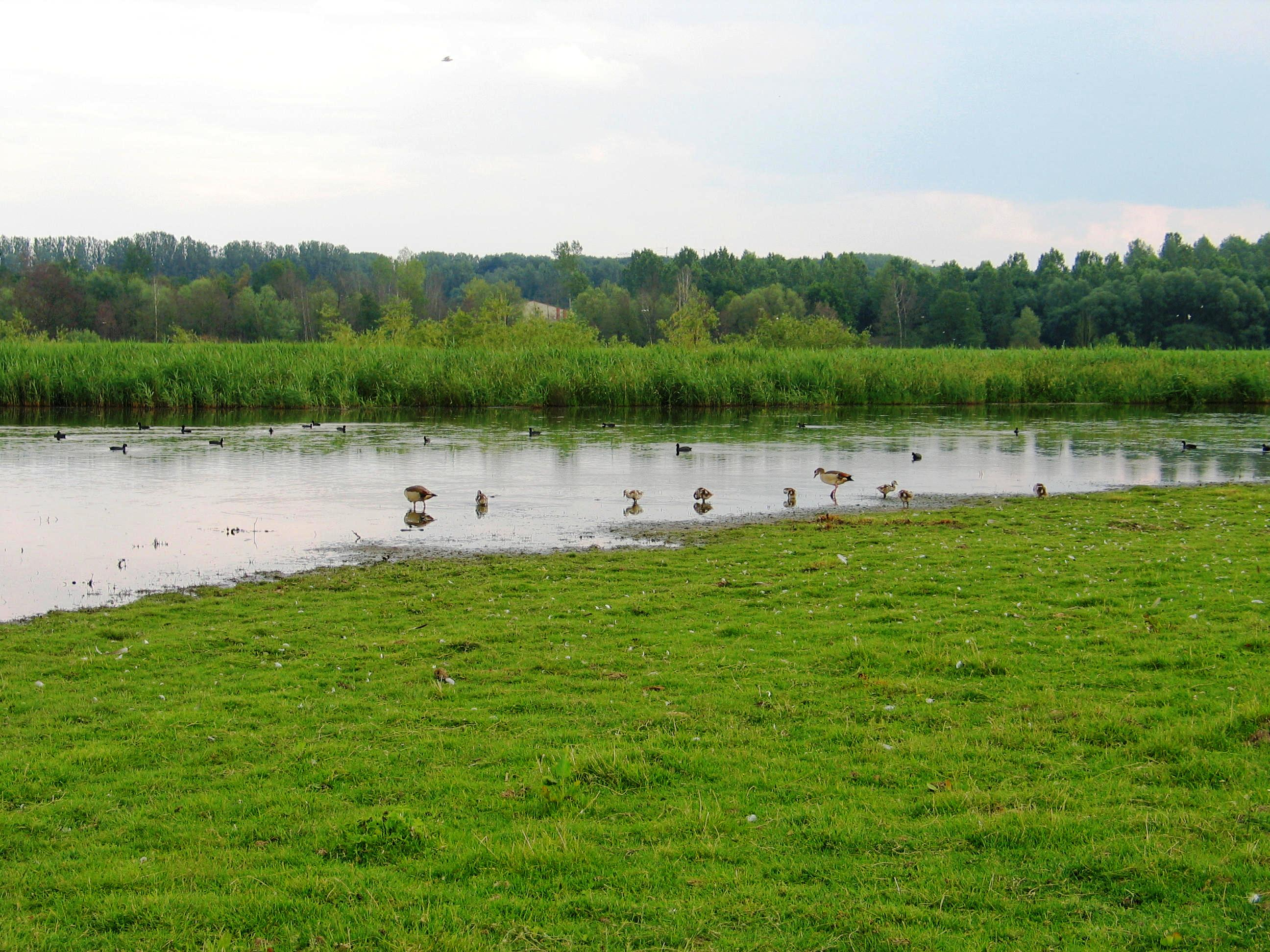
Nijganzenvinne
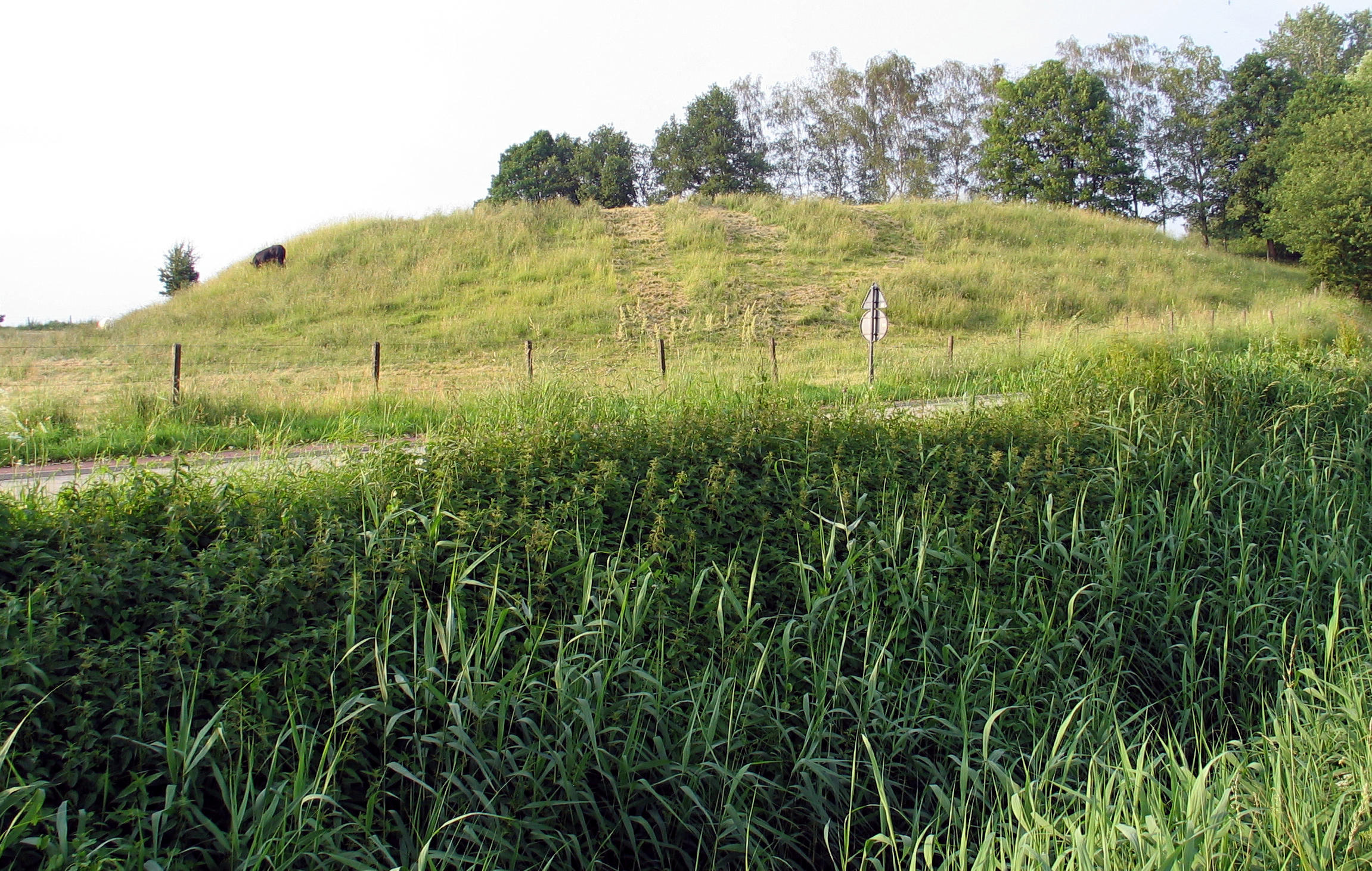
Mota